# Mammet Orazmuhammedow
Mammet Orazmuhammedow, né le 20 décembre 1986 en République socialiste soviétique du Turkménistan, est un footballeur international turkmène, qui évolue au poste de gardien de but.

## Biographie

### Carrière en club
Orazmuhammedow remporte de nombreux titres de champion du Turkménistan.

### Carrière en sélection
Il joue son premier match en équipe du Turkménistan le 25 mars 2011, contre l'équipe d'Inde. Ce match nul (1-1) entre dans le cadre des éliminatoires de la Coupe d'Asie des nations 2015.
Orazmuhammedow dispute par la suite cinq matchs entrant dans le cadre des éliminatoires du mondial 2018, puis six rencontres lors des éliminatoires de la Coupe d'Asie des nations 2019.
En janvier 2019, il est retenu par le sélectionneur Ýazguly Hojageldyýew afin de participer à la phase finale de la Coupe d'Asie des nations, organisée aux Émirats arabes unis. Lors de ce tournoi, il officie comme gardien titulaire, disputant trois rencontres, avec pour résultat trois défaites.

## Palmarès
- Champion du Turkménistan en 2013 avec le Yedigen Achgabat ; en 2014, 2015, 2016, 2017 et 2018 avec l'Altyn Asyr
- Vainqueur de la Coupe du Turkménistan en 2011 avec le Yedigen Achgabat ; en 2015 et 2016 avec l'Altyn Asyr
- Vainqueur de la Supercoupe du Turkménistan en 2015, 2016, 2017 et 2018 avec l'Altyn Asyr